# Јеремија Д. Митровић
Јеремија Митровић (Брзан, 15. август 1910 — Београд, 29. октобар 2011) био је српски историчар, универзитетски предавач, библиограф и библиотекар.

## Биографија
Јеремија Митровић ређен је у селу Брзану, Општина Баточина 15. августa 1910. године. Основну школу је завршио у Брзану, а гимназију у Крагујевцу. Дипломирао је на београдском Филозофском факултету на групи за историју 1934. године. Радио је као наставник у Трећој београдској гимназији, а од 1940. као асистент на филозофском факултету. Током рата два пута је одстрањен са факултета, а трећи пут 1945. године.
Митровић је од 1948. године почео да ради Библиографском институту у Београду, да би од 1953. прешао у Народну библиотеку Србије где је и пензионисан 1970. године.
Поред књига, објавио је око 200 чланака по часописима, листовима и зборницима.

## Одабрана библиографија
- Бој на Иванковцу (1932)
- Крагујевац до 1839. године (1933)
- Историја Југославије I-II (1939, 1940)
- Митровић, Јеремија Д., ур. (1971). Добровољци у ратовима 1912-1918: Доживљаји и сећања. 1. Београд: Удружење добровољаца 1912-1918.
- Баточина и околина у прошлости (1976)
- Библиографија Владимира Ћоровића (2005)
- Грађа за историју и библиографију српске периодике од 1920. (1984)
- Народносна свест у Срба (1989)
- Митровић, Јеремија Д. (1991). Србофобија и њени извори (1. изд.). Београд: Научна књига.
  - Митровић, Јеремија Д. (2005). Србофобија и њени извори (2. изд.). Београд: Службени гласник.
- Митровић, Јеремија Д. (1992). Српство Дубровника. Београд: Српска књижевна задруга.